# Quilalí
Quilalí (del náhuatl: Killalli) o Valle de Panlío de los Cinco Ríos es un municipio del departamento de Nueva Segovia en la República de Nicaragua. Fue fundado en el año de 1920. Es un pueblo pequeño pero hermoso, con atractivos turísticos increíbles y personas amables y empáticas. Quilalí fue revolución y se dice que también “Escenario de la lucha de sandino”, rótulo que se ve en grande al llegar al lugar.

## Toponimia
Quilalí tiene su origen en Kilastli (la germinadora), una deidad asociada a la agricultura. En la tradición se tiene como madre de crianza de Quetzalcóatl luego de la muerte en el parto de su madre Chimalma.

## Geografía
Quilalí se encuentra ubicado a una distancia de 80 kilómetros de la ciudad de Ocotal, y a 280 kilómetros de la capital de Managua.
- Altitud: 412 m s. n. m.
- Superficie: 345.0 km²
- Latitud: 13° 34′ 0″ N
- Longitud: 86° 1′ 60″ O.

### Límites
Al norte con los municipios de El Jícaro y Murra, al sur con los municipios de San Sebastián de Yalí y Santa María de Pantasma, al este con el municipio de Wiwilí, al oeste con el municipio de San Juan de Río Coco.

### Ubicación
El municipio lo constituyen un valle extenso en su región central, con elevaciones de los 400 - 1269 m s. n. m.; el 20% del territorio es bosque con riquezas acuíferas y forestales; sus valles poseen suelos especiales para la agricultura, café y la ganadería. El río Coco es su principal afluente.

## Historia
El capitán Diego de Castañeda fundó Quilalí en marzo de 1543; pero, por los frecuentes ataques de tribus Caribisis del Atlántico, los habitantes abandonaron la ciudad en 1611.
Este municipio de Quilalí fue nombrado pueblo en 1920.

## Demografía
Quilalí tiene una población actual de 35,355 habitantes. De la población total, el 50.3% son hombres y el 49.7% son mujeres. Casi el 32.5% de la población vive en la zona urbana.

## Clima
Posee clima tropical de sabana de altura.

## División territorial
Está dividido en 9 microrregiones; 54 comunidades en la zona rural y 15 barrios en la zona urbana. Las comunidades están organizadas por una junta comunal y las microrregiones por un comité microrregional.

## Economía
La economía del municipio es principalmente agricultura (café, frijoles, maíz, tabaco y cítricos) y la ganadería.

Religiones de este municipio de Quilali
Siempre está lo que es conocido como el catolicismo sin embargo existen muchísimos religiones protestantes evangélicas entre ellas podemos mencionar las siguientes :
Iglesias de Santidad Asambleas del Cordero ISAAC : El objetivo Es predicar el mensaje de sana Doctrina y de Verdad vivir una vida de Santidad externa e interna para entrar al reino de los cielos.
Iglesias de Dios Pentecostal M.I: Es predicar el mensaje de Jesucristo a las almas de este municipio de Quilalí Departamento de Nueva Segovia.
Asambleas de Dios: Es hablar de Jesucristo a las personas que no son convertidas Amén
Iglesias Bautista: Es llevar las buenas buenas, las buenas noticias.
Existe otra religión
3. Testigos de Jehová:Es negar la trinidad ya que ellos aseguran que ellos no creen en Dios de tres cabezas dicen .

## Festividades

### Fiestas patronales
El santo patrón del municipio es San José, celebrado en el municipio el 19 de marzo. El día 18 de marzo se lleva la imagen del santo de la comunidad de Caulatú a Quilalí.